# أسياب قاضي (فتح أباد)
أسیاب قاضي (بالفارسية: آسیاب قاضی) هي قرية تقع في إيران في Fathabad Rural District. يقدر عدد سكانها بـ 134 نسمة .